# Marduk-nadin-szumi
Marduk-nadin-szumi (akad. Marduk-nādin-šumi) − babiloński książę, syn Nabuchodonozora II (604-562 p.n.e.). Wymieniony jako syn królewski (akad. mār šarri) w kontrakcie z 41 roku panowania jego ojca.